# Racopilum cardotii
Racopilum cardotii är en bladmossart som beskrevs av Ferdinand François Gabriel Renauld 1898. Racopilum cardotii ingår i släktet Racopilum och familjen Racopilaceae. Inga underarter finns listade i Catalogue of Life.